# مروان عبد الحميد
مروان رضا طه عبد الحميد مهندس فلسطيني من مدينة صفد، حاصل على شهادة الهندسة المدنية من بلغراد . كان عضواً في المجلس الثوري الفلسطيني. وكان رئيس الفدرالية العالمية للمنظمات الهندسية منذ عام 2014، وهي ذراعٌ تقني للأمم المتحدة. شارك بانتظام في الجمعية العامة للأمم المتحدة، نشر العديد من المقالات حول مكافحة الفساد العالمي والحكم الرشيد.

## حياته العملية
شغل مروان عبد الحميد عدة مناصب وظيفية منها:
- رئيس إتحاد المهندسين العرب خلال الفترة (1987-1989).
- نائب وزير الأشغال العامة والإسكان عام 1994.
- مستشار الرئيس ياسر عرفات لإعادة التطوير والإعمار.
- رئيس اتحاد المهندسين العالميين.
- سفير فلسطين في اليونان.
- ممثل دولة فلسطين في منظمة الأمم المتحدة للمستوطنات البشرية.
- مستشار الرئيس محمود عباس عام 2005.
- عضو في المجلس الأعلى للإبداع والتميز في فلسطين.[7][8][9]
- الأمين العام لاتحاد المهندسين الفلسطينيين حتى عام 2017.[10]

## أوسمة
قلده الرئيس محمود عباس نجمة الاستحقاق من وسام دولة فلسطين عام 2022 لإسهاماته في الاتحاد العام للمهندسين الفلسطينيين.